# Melouch

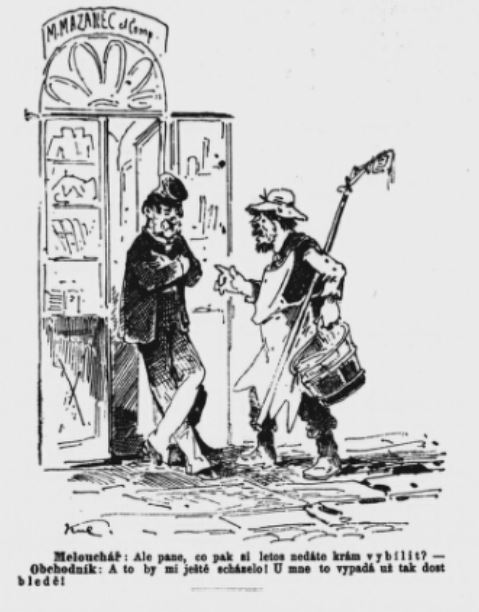
Melouchář roku 1875 (Humoristické listy)

Melouch či fuška je označení pro neoprávněně prováděnou vedlejší řemeslnickou práci. Jedná se o práci vykonávanou zaměstnancem bez vědomí zaměstnavatele v pracovní době či během práce, přičemž se řemeslník vyhýbá daňovým předpisům. Melouch lze chápat také jako okrádání zaměstnavatele.

## Etymologie
Slovo melouch pochází z hebrejského slova melachá (מְלָאכָה) s významem práce či řemeslo. Přes jidiš výraz meloche (מלאָכה) s významem nepoctivá, pokoutně či načerno vykonávaná práce se dostal i do českého jazyka pravděpodobně v průběhu 16. století. Až do 18. století bylo totiž židům na našem území zakázáno provozovat mnohá řemesla. Často je proto vykonávali i navzdory těmto omezením načerno.

## Užití v češtině
Melouch není výraz pouze období po 2. světové válce. V zásadě ve shodném smyslu (práce bez vědomí zaměstnavatele) se slovo melouch užívalo v češtině již v 19. století. Výraz melouch patří i do slovníku české krásné literatury (např. Karel Čapek v románu První parta).